# Мозжерин, Леонид Георгиевич
Леонид Георгиевич Мозжерин (Мазжерин, Масжерин) (1 января 1924 — 8 февраля 1945) — советский военнослужащий.

## Биография
Родился 1 января 1924 года в селе Чингис, Ордынского района Новосибирской области. Член ВЛКСМ. Приписав себе лишний год, в 17-летнем возрасте был призван в ряды РККА Ордынским РВК Новосибирской области 15 августа 1942 года. 8 апреля 1943 года отправлен на Фронт Великой Отечественной войны в состав 43-го Гвардейского стрелкового полка 16-й Гвардейской стрелковой Карачевской ордена Ленина Краснознамённой дивизии, принимавшей участия в боевых операциях и сражавшейся на 3-м Белорусском фронте. Ранен 12 июля 1943 года.
Звание: гвардии лейтенант, командир взвода противотанковых ружей 2 стрелкового батальона.
Приказом № 51 от 01.10.1944 г. командованием 16-й гвардейской стрелковой дивизии 3 Белорусского фронта, гвардии младший лейтенант Мозжерин Леонид Георгиевич представлен к Ордену Красной Звезды.
Выписка из наградного листа (Краткое, конкретное изложение личного боевого подвига: «При отражении контратаки противника в районе д. Любава Комварийского района Литовской ССР тов. Мозжерин несмотря на превосходящии силы противника со своим взводом не отошел ни на шаг, а уничтожал противника огнём своего взвода. Уничтожил до 8 немецких солдат. Сам лично из своего автомата уничтожил до 3-х немецких солдат. Достоин правительственной награды ордена „Красной Звезды“»).
Прошёл боевой путь в составе и принимал участие в 120 военных операциях.
8 февраля 1945 года погиб в бою. Убит осколком разорвавшегося снаряда в сердце на поле боя вблизи деревни Вардинер. Погребён в братской могиле (первично) в 700 метрах Юго-Восточнее деревни Вардинер, Кёнигсбергского района (ныне Калининградская область), Восточной Пруссии в братской могиле, состоящей из 8-ми человек.
Перезахоронен в братскую могилу пос. Ушаково, Калининградской области (г. Бранденбург, Кёнигсбергского района).
Братская могила образовалась в ходе боевых действий 13 марта 1945 года. В 12 часов 40 минут части 16-й гвардейской стрелковой дивизии генерал-майора Пронина М. А. и 36-го гвардейского стрелкового корпуса генерал-лейтенанта Кошевого П. К. из состава 11-й гвардейской армии вторглись в оборону противника и перерезали шоссе, связывающее Бранденбург с Кёнигсбергом (ныне Ушаково с Калининградом). После упорных боёв посёлок был взят 17 марта 1945 года. К 20 марта части и соединения 36-го корпуса вышли на побережье залива Фриш-Гаф (Фришес-Хафф).
В настоящее время в братской могиле захоронены 360 воинов из состава 32-й, 26-й, 24-й, 18-й гвардейских стрелковых дивизий 11 армии, в том числе Герой Советского Союза подполковник Лизюков Пётр Ильич и ст. сержант Николаев Владимир Романович.
Памятник установлен в 1950 году, ремонтно-реставрационные работы произведены в 1974 году.